# Hartmanodes hartmanae
Hartmanodes hartmanae är en kräftdjursart som först beskrevs av J. L. Barnard 1962.  Hartmanodes hartmanae ingår i släktet Hartmanodes och familjen Oedicerotidae. Inga underarter finns listade i Catalogue of Life.